# مریام-وبستر
مِریِم-وبستر (انگلیسی: Merriam-Webster) یک شرکت مستقر در ایالات متحده آمریکا است که به چاپ و انتشار کتاب‌های مرجع به خصوص دیکشنری می‌پردازد. شرکت مریم در سال ۱۸۲۸ توسط جرج مریم و چارلز مریم پایه‌گذاری شد. در سال ۱۸۴۳ و بعد از درگذشت نوآ وبستر این شرکت حق امتیاز فرهنگ لغت وبستر را خریداری کرد. شرکت دانشنامه بریتانیکا در سال ۱۹۶۴، مریم-وبستر را خریداری کرد و از آن زمان این شرکت به یکی از زیرمجموعه‌های بریتانیکا تبدیل شد.